# Revisão sistemática

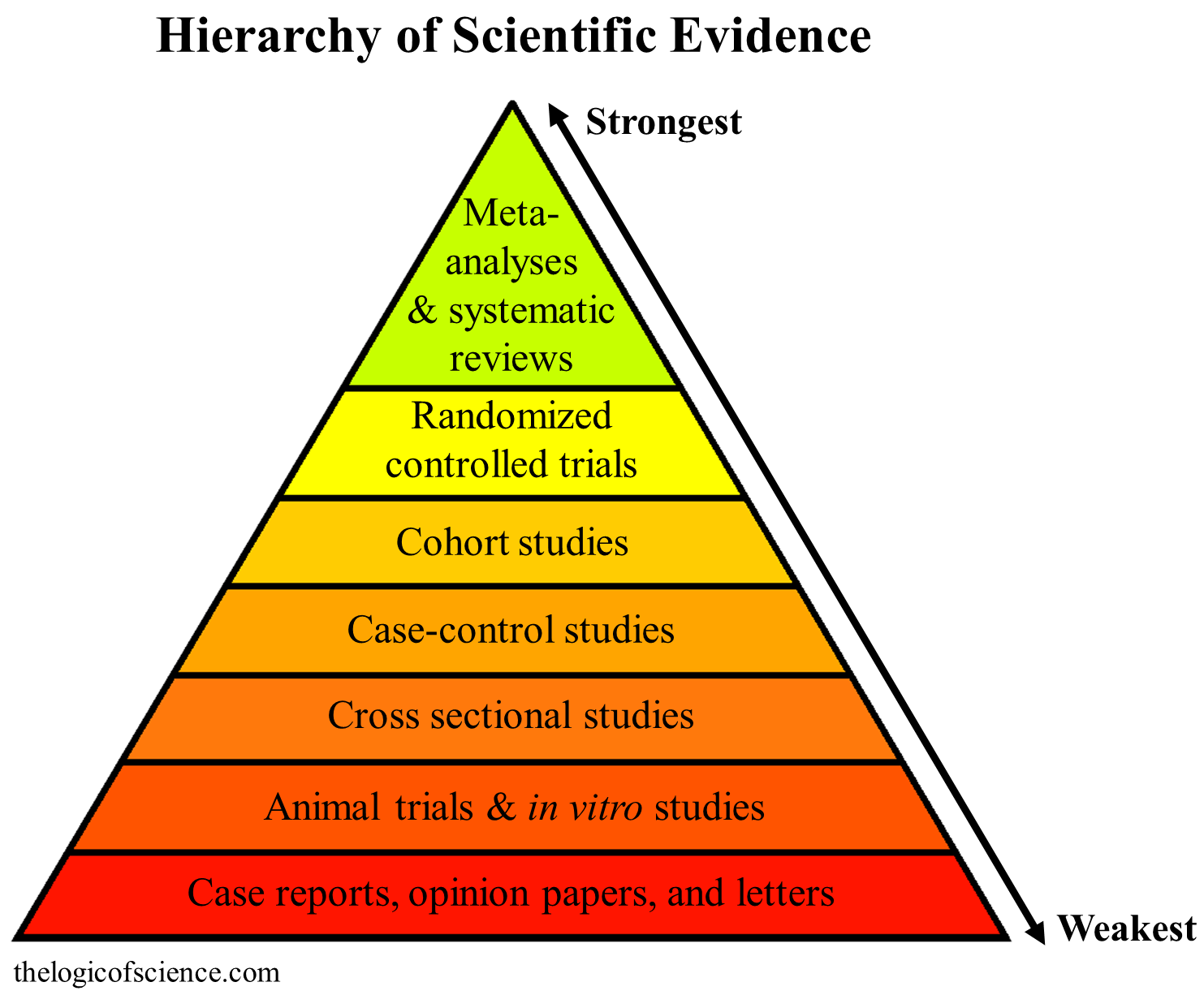
Uma revisão sistemática é considerada a forma mais confiável de evidência.

Revisão sistemática da literatura, estudos de revisão sistemática, revisão bibliográfica sistemática ou simplesmente revisão sistemática é a investigação científica que reúne estudos relevantes sobre uma questão formulada, utilizando o banco de dados da literatura que trata sobre aquela questão como fonte e métodos de identificação, seleção e analises sistemáticos, com intuito de se realizar uma revisão critica e abrangente da literatura.
Uma revisão sistemática extrai e interpreta dados de estudos publicados sobre o tema, depois analisa, descreve e resume as interpretações em uma conclusão refinada . Embora uma revisão sistemática possa ser aplicada no contexto biomédico ou de assistência à saúde, ela também pode ser usada quando uma avaliação de um assunto definido com precisão pode promover a compreensão em um campo de pesquisa. 
A sistematização na revisão tem como objetivo evitar vieses que ocorreriam em uma revisão não sistemática. Incluindo vieses que podem ocorrer na forma da revisão e seleção dos artigos quanto aqueles detectados na avaliação crítica de cada estudo. Algumas revisões podem incluir meta-análise a fim de aumentar o poder estatístico da pesquisa primária. Quando a revisão sistemática não inclui meta-análise, isto é, os estudos primários são integrados de forma sintetizada, mas sua integração não é combinada estatisticamente, a revisão comumente é chamada de revisão sistemática qualitativa.

## Métodos
- Definição de uma estratégia de busca;[2]
- Estabelecimento de critérios de inclusão e exclusão dos artigos;
- Análise criteriosa da qualidade da literatura selecionada.

## Características
Uma revisão sistemática pode ser projetada para fornecer um resumo completo da literatura atual relevante para uma questão de pesquisa.  Uma revisão sistemática usa uma abordagem rigorosa e transparente para a síntese da pesquisa, com o objetivo de avaliar e, sempre que possível, minimizar o viés nos resultados. Embora muitas revisões sistemáticas sejam baseadas em uma meta análise quantitativa explícita dos dados disponíveis, também existem revisões qualitativas e outros tipos de revisões de métodos mistos que aderem a padrões para coletar, analisar e relatar evidências. 
As revisões sistemáticas de dados quantitativos ou revisões de métodos mistos às vezes usam técnicas estatísticas (meta análise) para combinar resultados de estudos elegíveis. Os níveis de pontuação às vezes são usados para avaliar a qualidade da evidência, dependendo da metodologia usada, embora isso seja desencorajado pela Biblioteca Cochrane.  Como a classificação de evidências pode ser subjetiva, várias pessoas podem ser consultadas para resolver quaisquer diferenças de pontuação entre como as evidências são classificadas.  
O EPPI-Centre, a Cochrane e o Joanna Briggs Institute foram influentes no desenvolvimento de métodos para combinar pesquisas qualitativas e quantitativas em revisões sistemáticas.    Existem várias diretrizes de relatórios para padronizar os relatórios sobre como as revisões sistemáticas são conduzidas. Essas diretrizes de relatórios não são ferramentas de avaliação ou avaliação de qualidade. A declaração Preferred Reporting Items for Systematic Reviews and Meta-Analyses (PRISMA)  sugere uma maneira padronizada de garantir um relatório transparente e completo de revisões sistemáticas e agora é exigida para esse tipo de pesquisa por mais de 170 revistas médicas em todo o mundo.  Várias extensões especializadas de diretrizes PRISMA foram desenvolvidas para dar suporte a tipos específicos de estudos ou aspectos do processo de revisão, incluindo PRISMA-P para protocolos de revisão e PRISMA-ScR para revisões de escopo.  Uma lista de extensões de diretrizes PRISMA é hospedada pela rede EQUATOR (Enhancing the QUALity and Transparency Of health Research). 
Para revisões qualitativas, as diretrizes de relatórios incluem ENTREQ (Aprimorando a transparência no relatório da síntese da pesquisa qualitativa) para sínteses de evidências qualitativas; RAMESES (Realist And MEta-narrative Evidence Syntheses: Evolving Standards) para análises meta-narrativas e realistas;   e eMERGe (Improving reporting of Meta-Ethnography) para meta- etnografia . 

## Pesquisa de negócios
Devido às diferentes características da pesquisa empresarial em comparação com as ciências naturais, as etapas metodológicas acima mencionadas não podem ser facilmente aplicadas na pesquisa comercial. Tranfield et al. (2003) fizeram as primeiras tentativas de transferir os procedimentos de medicina para pesquisa comercial. Uma abordagem passo-a-passo foi desenvolvida por Durach et al. (2017): com base nas experiências que eles fizeram em sua própria disciplina, esses autores adaptaram as etapas metodológicas e desenvolveram um procedimento padrão para a realização de revisões sistemáticas de literatura em pesquisa de negócios.

## Tipos
Existem mais de 30 tipos de revisão sistemática e a Tabela 1 abaixo resume alguns deles, mas não é exaustiva.   É importante notar que nem sempre há consenso sobre os limites e distinções entre as abordagens descritas abaixo.
| Tipo de avaliação                                                  | Resumo |
| ------------------------------------------------------------------ | --- |
| Revisão de mapeamento/mapa sistemático                             | Uma revisão de mapeamento mapeia a literatura existente e categoriza os dados. O método caracteriza a quantidade e a qualidade da literatura, inclusive pelo desenho do estudo e outras características. As revisões de mapeamento podem ser usadas para identificar a necessidade de pesquisa primária ou secundária.                                                                       |
| Meta-análise                                                       | Uma meta-análise é uma análise estatística que combina os resultados de vários estudos quantitativos. Usando métodos estatísticos, os resultados são combinados para fornecer evidências de vários estudos. Os dois tipos de dados geralmente usados para meta-análise em pesquisas em saúde são dados de participantes individuais e dados agregados (como odds ratio ou riscos relativos). |
| Revisão de estudos mistos/revisão de métodos mistos                | Refere-se a qualquer combinação de métodos em que uma etapa significativa é uma revisão da literatura (muitas vezes sistemática). Também pode se referir a uma combinação de abordagens de revisão, como combinar pesquisa quantitativa com pesquisa qualitativa. |
| Revisão sistemática qualitativa/síntese de evidências qualitativas | Este método integra ou compara descobertas de estudos qualitativos. O método pode incluir a 'codificação' dos dados e a procura de 'temas' ou 'construções' nos estudos. Vários autores podem melhorar a 'validade' dos dados reduzindo potencialmente o viés individual. |
| revisão rápida                                                     | Uma avaliação do que já se sabe sobre uma questão de política ou prática, que usa métodos de revisão sistemática para pesquisar e avaliar criticamente a pesquisa existente. As revisões rápidas ainda são uma revisão sistemática, porém partes do processo podem ser simplificadas ou omitidas para aumentar a rapidez. Revisões rápidas foram usadas durante a pandemia de COVID-19.      |
| Revisão sistemática                                                | Uma busca sistemática de dados, usando um método repetível. Inclui a avaliação dos dados (por exemplo, a qualidade dos dados) e uma síntese dos dados da pesquisa. |
| Pesquisa e revisão sistemática                                     | Combina métodos de uma 'revisão crítica' com um processo de pesquisa abrangente. Esse tipo de revisão geralmente é usado para abordar questões amplas para produzir a síntese de evidências mais apropriada. Este método pode ou não incluir a avaliação da qualidade das fontes de dados.                                                                                                   |
| revisão sistematizada                                              | Inclua elementos do processo de revisão sistemática, mas a pesquisa geralmente não é tão abrangente quanto uma revisão sistemática e pode não incluir avaliações de qualidade das fontes de dados. |

## Fases
Embora existam vários tipos de métodos de revisão sistemática, os principais estágios de uma revisão podem ser resumidos da seguinte forma:

### Definindo a pergunta de pesquisa
Definir uma pergunta passível de resposta e concordar com um método objetivo é necessário para projetar uma revisão sistemática útil.  A melhor prática recomenda publicar o protocolo da revisão antes de iniciá-la para reduzir o risco de duplicação de pesquisa não planejada e permitir transparência e consistência entre metodologia e protocolo.  As revisões clínicas de dados quantitativos são muitas vezes estruturadas usando o acrônimo PICO, que significa 'População ou Problema', 'Intervenção ou Exposição', 'Comparação' e 'Resultado', com outras variações existentes para outros tipos de pesquisa. Para revisões qualitativas PICo é 'População ou Problema', 'Interesse' e 'Contexto'.

### Procurando por fontes de dados relevantes
Planejar como a revisão buscará dados relevantes de pesquisas que correspondam a determinados critérios é um estágio decisivo no desenvolvimento de uma revisão sistemática rigorosa. Os critérios relevantes podem incluir apenas a seleção de pesquisas de boa qualidade e que respondam à pergunta definida.  A estratégia de busca deve ser projetada para recuperar a literatura que corresponda aos critérios de inclusão e exclusão especificados pelo protocolo.
A seção de metodologia de uma revisão sistemática deve listar todas as bases de dados e índices de citação que foram pesquisados. Os títulos e resumos dos artigos identificados podem ser verificados em relação a critérios pré-determinados de elegibilidade e relevância. A cada estudo incluído pode ser atribuída uma avaliação objetiva da qualidade metodológica, de preferência usando métodos em conformidade com a declaração Preferred Reporting Items for Systematic Reviews and Meta-Analyses (PRISMA),  ou os padrões de alta qualidade da Cochrane. 
As referências-chave também podem ser obtidas por meio de métodos adicionais, como pesquisa de citações, verificação da lista de referências (relacionada a um método de pesquisa chamado ' crescimento de pérolas '), pesquisa manual de fontes de informações não indexadas nos principais bancos de dados eletrônicos (às vezes chamado de 'pesquisa manual').,  e contatando diretamente especialistas na área. 
Para serem sistemáticos, os pesquisadores devem usar uma combinação de habilidades e ferramentas de pesquisa, como cabeçalhos de assunto de banco de dados, pesquisa de palavras-chave, operadores booleanos, pesquisa de proximidade, enquanto tentam equilibrar a sensibilidade (sistematicidade) e precisão (exatidão). Convidar e envolver um profissional da informação ou bibliotecário experiente pode melhorar notavelmente a qualidade das estratégias de busca e relatórios de revisões sistemáticas.     

### 'Extração' de dados relevantes
Os dados relevantes são 'extraídos' das fontes de dados de acordo com o método de revisão. É importante observar que o método de extração de dados é específico para o tipo de dados, e os dados extraídos sobre 'resultados' são relevantes apenas para certos tipos de revisões. Por exemplo, uma revisão sistemática de ensaios clínicos pode extrair dados sobre como a pesquisa foi realizada (muitas vezes chamada de método ou 'intervenção'), quem participou da pesquisa (incluindo quantas pessoas), como ela foi paga (por exemplo, financiamento fontes) e o que aconteceu (os resultados).  Efetivamente, dados relevantes sendo extraídos e 'combinados' em uma revisão do efeito da intervenção Cochrane, onde uma meta-análise é possível. 

### Avalie a elegibilidade dos dados
Esta etapa envolve a avaliação da elegibilidade dos dados para inclusão na revisão, julgando-os em relação aos critérios identificados na primeira etapa.  Isso pode incluir avaliar se uma fonte de dados atende aos critérios de elegibilidade e registrar por que as decisões sobre inclusão ou exclusão na revisão foram tomadas. O software pode ser usado para dar suporte ao processo de seleção, incluindo ferramentas de mineração de texto e aprendizado de máquina, que podem automatizar aspectos do processo.  A 'Caixa de Ferramentas de Revisão Sistemática' é um catálogo de ferramentas baseado na web, conduzido pela comunidade, para ajudar os revisores a escolher as ferramentas apropriadas para as revisões. 

### Analise e combine os dados
Analisar e combinar dados pode fornecer um resultado geral de todos os dados. Como esse resultado combinado pode usar dados qualitativos ou quantitativos de todas as fontes de dados elegíveis, ele é considerado mais confiável, pois fornece melhores evidências, pois quanto mais dados incluídos nas revisões, mais confiantes podemos ter nas conclusões. Quando apropriado, algumas revisões sistemáticas incluem uma meta-análise, que usa métodos estatísticos para combinar dados de várias fontes. Uma revisão pode usar dados quantitativos ou pode empregar uma meta-síntese qualitativa, que sintetiza dados de estudos qualitativos. Uma revisão também pode reunir as descobertas de estudos quantitativos e qualitativos em métodos mistos ou síntese abrangente.  A combinação de dados de uma meta-análise às vezes pode ser visualizada. Um método usa um gráfico de floresta (também chamado de blobbogram ).  Em uma revisão do efeito da intervenção, o losango no 'forest plot' representa os resultados combinados de todos os dados incluídos. 

### Comunicação e divulgação
Concluídas essas etapas, a revisão poderá ser publicada, divulgada e traduzida para a prática após ser adotada como evidência. O Instituto Nacional de Pesquisa em Saúde do Reino Unido (NIHR) define a disseminação como 'levar os resultados da pesquisa às pessoas que podem fazer uso deles para maximizar o benefício da pesquisa sem demora'.  No entanto, muitos usuários de evidências não têm tempo para investir na leitura de documentos grandes e complexos e/ou podem não estar cientes ou não conseguir acessar pesquisas recém-publicadas. Os pesquisadores estão, portanto, desenvolvendo habilidades para usar métodos de comunicação criativos, como ilustrações, blogs, infográficos e jogos de tabuleiro para compartilhar as descobertas de revisões sistemáticas. 

## Críticas
Apesar de revisões sistemáticas serem geralmente consideradas como o nível mais alto de evidência científica, uma revisão sobre a qualidade de estudos de revisão sistemática (que avaliou 300 estudos deste tipo que foram publicados em inglês em novembro de 2014 no banco de dados da Medline) concluiu que a qualidade geral de seus relatórios se mostraram inconsistentes, já que muitos aspectos importantes dos métodos utilizados não foram relatados ou análises importantes não chegam a ser realizadas, como por exemplo, 1/3 das revisões analisadas não revelaram a forma como a qualidade dos artigos selecionados era avaliada e 3/4 das publicações não levavam em conta "viés de publicação" em suas análises.
No Reino Unido, o financiamento destinado a grupos de revisão Cochrane é proporcional ao número de testes incluídos nas revisões, o que gera um incentivo financeiro para encontrar e incluir todos os testes, independentemente da sua qualidade.
O rápido crescimento de revisões sistemáticas nos últimos anos foi acompanhado pelo problema de falta de conformidade com as diretrizes, particularmente em áreas como declaração de protocolos de estudo registrados, declaração de fonte de financiamento, risco de viés de dados, problemas resultantes da abstração de dados e descrição de objetivos de estudo claros.      Uma série de estudos identificou deficiências no rigor e na reprodutibilidade das estratégias de busca em revisões sistemáticas.      
Revisões que não incluam artigos de língua não-inglesa e publicações da literatura cinzenta podem ter mais problemas com vieses e menor precisão como consequência.